# Aeroportul Camooweal
Aeroportul Camooweal (IATA: CML, ICAO: YCMW) este un aeroport din Queensland, Australia.
Situat la o altitudine de 240 m, aeroportul dispune de o singură pistă. Este operat de City of Mount Isa⁠(d).